# 改新
改新（かいしん）は、かつて日本に存在した衆議院の院内会派。

## 概要
1994年（平成6年）4月、新生党党首であった羽田孜が衆参両院で首班指名を受けた直後、民社党委員長の大内啓伍が統一会派の結成を発表した。
大内の思惑は、新生党代表幹事の小沢一郎、公明党書記長の市川雄一、民社党書記長の米沢隆のいわゆる「ワン・ワン・ライス」と言われる実力者が非自民政権の運営に影響力を発揮する中、自らの求心力を高めるとともに、与党第一党の日本社会党の影響力低下を図ったものである。
社会党の影響力低下を狙う小沢は大内の提案に賛同し、新生党、日本新党、民社党、自由党、改革の会の5会派は大内の提案に賛同し衆議院で統一会派「改新」を結成した。これによって74議席の日本社会党の倍近い130議席を持つ衆議院第二会派が誕生した。
しかし、これに対して社会党が反発。翌26日未明に社会党は政権離脱を表明した。首班指名選挙前に既に連立から抜け、閣外協力に転じていた新党さきがけも社会党に理解を示し、さきがけは社会党とともに行動していくことになる。が5月、少数与党になった責任を取り大内は委員長を辞任した。
6月、羽田内閣は総辞職し、社会党委員長の村山富市が自民・さきがけの支持を受け首班指名され村山内閣が発足し、非自民勢力は下野する。
9月、非自民勢力は新・新党の結成を目指して「改新」に代わり、公明党を含めた院内会派「改革」を結成。後の新進党につながる枠組みとなる。

## 歴史
- 1994年（平成6年）
  - 4月25日
    - 羽田孜が国会で内閣総理大臣に指名される。
    - 民社党が統一会派を提案する。新党さきがけは拒否。
    - 院内会派「改新」を結成する。

  - 4月26日 - 日本社会党が政権離脱を表明する。
  - 4月28日 - 羽田内閣発足。約2ヶ月で総辞職する。
  - 9月28日 - 院内会派「改革」を結成する。